# Amapá (rijeka)
Amapá (por. Rio Amapá) je rijeka u saveznoj državi Amazonas u Brazilu. To je desni pritok rijeke Matupiri.

## Tok rijeke
Rijeka Amapá izvire u ekstraktivnom rezervatu Lago do Capanã Grande, površine 3041.46 km2, stvorenom 2004. godine. Teče kroz rezervat u smjeru istok-sjeveroistok, prelazi Rezervat održivog razvoja Rio Amapá, a zatim teče kroz državni park Matupiri, gdje se ulijeva u rijeku Matupiri.